# 瓦伦塔诺
瓦伦塔诺（義大利語：Valentano），是意大利维泰博省的一个市镇。总面积43.28平方公里，人口2970人，人口密度68.6人/平方公里（2009年）。ISTAT代码为056053。

## 友好城市
- 法國 大圣梅昂